# Гуменный, Игорь Владимирович
Игорь Владимирович Гуменный (укр. Ігор Володимирович Гуменний; род. 6 декабря 1956, Ковель) — украинский дипломат. Чрезвычайный и Полномочный Посол Украины.

## Биография
Родился 6 декабря 1956 года в городе Ковель Волынской области. В 1979 году окончил Киевский государственный университет по специальности «Международные экономические отношения и английский язык».
В 1979—1988 годах — экономист, заместитель секретаря, секретарь комитета комсомола, заместитель начальника отдела Центрального статистического управления Украинской ССР.
В 1988—1989 годах — заместитель начальника Управления Госкомстата Украинской ССР.
В 1991—1992 годах — первый секретарь Управления международных экономических отношений Министерства иностранных дел Украины.
В 1992—1998 годах — второй секретарь, первый секретарь, советник Постоянного представительства Украины при ООН, г. Нью-Йорк, США.
В 1998—2002 годах — директор Валютно-финансового управления Министерства иностранных дел Украины.
С 5 марта 2004 по 25 февраля 2008 года — Чрезвычайный и Полномочный Посол Украины в Королевстве Таиланд.
С 16 ноября 2004 по 25 февраля 2008 года — Чрезвычайный и Полномочный Посол Украины в Лаосской Народно-Демократической Республике по совместительству.
С 15 февраля 2005 по 25 февраля 2008 года — Чрезвычайный и Полномочный Посол Украины в Республике Союз Мьянма по совместительству.
В 2008—2010 годах — директор Третьего территориального департамента (страны Африки, Ближнего Востока, Азиатско-Тихоокеанского региона) Министерства иностранных дел Украины.
С 25 августа 2010 по 19 декабря 2015 года — Чрезвычайный и Полномочный Посол Украины в Малайзии.
С 1 сентября 2011 по 19 декабря 2015 года — Чрезвычайный и Полномочный Посол Украины в Демократической Республике Восточный Тимор (Тимор-Лешти) по совместительству.
С 1995 года — Член комитета по вкладам ООН.

## Личная жизнь
Женат, имеет двух дочерей.

## Дипломатический ранг
- Чрезвычайный и Полномочный Посланник второго класса (14 августа 2000)[9].
- Чрезвычайный и Полномочный Посланник первого класса (31 декабря 2004)[10].
- Чрезвычайный и Полномочный Посол (21 декабря 2009)[11].